# Ryan Coogler
Ryan Kyle Coogler, (Oakland, Califòrnia, 23 de maig de 1986) és un director i guionista estatunidenc.
El seu primer llargmetratge, Fruitvale Station, va aconseguir el Gran premi del jurat i el Premi del públic a la categoria "film dramàtic americà" al Festival de cinema de Sundance 2013.

## Biografia
Coogler neix el 23 de maig de 1986 a Oakland, Califòrnia. La seva mare Joselyn és animadora social, i el seu pare, Ira Coogler, és conseller de llibertat condicional per a menors. Té dos germans.
Coogler va créixer a Oakland abans de traslladar-se a Richmond a l'edat de vuit anys. Durant la seva joventut, practica les curses i el futbol americà. Estudia a la Sant Mary's College High Schoolon obté una borsa per estudiar química, però la seva professora d'anglès li aconsella d'orientar-se cap a l'escriptura. Després de l'anul·lació del programa de futbol de la seva escola, obté una borsa i marxa cap a Sacramento State, on forma part de l'equip de futbol, obté el seu diploma en finances tot fent un curs de cinema tant de temps com el seu temps d'esportista li permetia. S'inscriu a continuació al USC School of Cinematic Arts, i hi realitza els seus primers curtmetratges.

### Carrera
Després d'una sèrie de curtmetratges, Ryan Coogler va dirigir Fruitvale Station, una pel·lícula sobre les últimes 24 hores d'Oscar Grant, mort abatut per un oficial de policia en una estació del Bay_Area_Rapid_Transit. El projecte li va ser confiat per Forest Whitaker, que produeix la pel·lícula.
Després es va unir al projecte d'un spin-off en la saga de les pel·lícules Rocky, Creed: The Legacy of Rocky Balboa, centrada en el fill d' Apollo Creed, el guió del qual va escriure amb Aaron Covington.
Davant l'èxit del film, Marvel Studios entra en contacte amb ell per a la realització de l'adaptació de còmics Black Panther; agafa el projecte oficialment el gener de 2016. El film Black Panther surt el febrer de 2018.
Ryan Coogler es va casar amb Zinzi Evans el maig de 2016.

## Filmografia
- 2009: Locks (curt metratge) (igualment guionista)
- 2011: The Sculptor (curt metratge) (igualment guionista)
- 2011: Fig (curt metratge)
- 2013: Fruitvale Station (igualment guionista)
- 2015: Creed (igualment guionista)
- 2018: Black Panther (igualment guionista)
- 2018: Creed 2 de Steven Caple Jr. (únicament productor delegat)

## Premis i nominacions
- Austin Film Critics Association 2013: millor primer film per a Fruitvale Station'
- Festival de Canes 2013: Un certa mirada - Premi de Futur per a Fruitvale Station
- Los Angeles Film Critics Association Awards 2015: New Generation Award per a Creed
- African-American Film Critics Association 2015: millor director per a Creed
- Premi Harvey 2018: millor adaptació de comic book o de novel·la gràfica